# Cona (Shannan)
| Tibetische Bezeichnung                  |
| --------------------------------------- |
| Tibetische Schrift: མཚོ་སྣ་རྫོང             |
| Wylie-Transliteration: mtsho sna rdzong |
| Offizielle Transkription der VRCh: Cona |
| THDL-Transkription: Tsona               |
| Andere Schreibweisen: Tshona            |
| Chinesische Bezeichnung                 |
| Traditionell: 錯那縣                    |
| Vereinfacht: 错那县                     |
| Pinyin:Cuònà Xiàn                       |

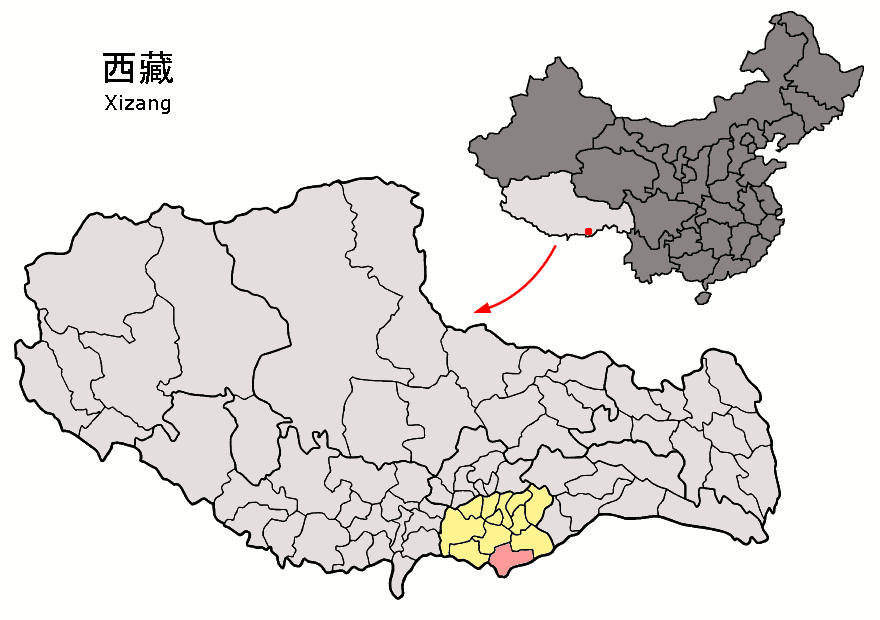
Lage des Kreises Cona (rosa) im Regierungsbezirk Shannan (gelb) im Autonomen Gebiet Tibet

Cona (tibetisch: མཚོ་སྣ་རྫོང, Umschrift nach Wylie: mtsho sna rdzong; auch: Tshona Dzong) ist ein Kreis im Regierungsbezirk Shannan des Autonomen Gebiets Tibet der Volksrepublik China. Er hat eine Fläche von 6.640 Quadratkilometern und 13.932 Einwohner (Stand: Zensus 2020). Nach der Volkszählung von 1990 hatte Cona 13.935 Einwohner, davon 13.254 Tibeter und 127 Han-Chinesen; die übrige Bevölkerung gehört vor allem zum Volk der Monba.
Teile des Kreises Cona werden de facto von der indischen Regierung kontrolliert und dort zum Bundesstaat Arunachal Pradesh gezählt. Die chinesische Regierung beansprucht weiterhin ganz Cona als Teil des Autonomen Gebiets Tibet.
Tshangyang Gyatsho, der VI. Dalai Lama, stammt aus der Großgemeinde Dawang, die im indisch kontrollierten Teil des Kreises liegt.

## Administrative Gliederung
Auf Gemeindeebene setzt sich der Kreis aus einer Großgemeinden und neun Gemeinden (davon vier Nationalitätengemeinden der Monba) zusammen. Diese sind (amtl. Schreibweise / Chinesisch):
- Großgemeinde Cona 错那镇
- Gemeinde Kêqu 库局乡
- Gemeinde Quchomo 曲卓木乡
- Gemeinde Lampug 浪坡乡
- Gemeinde Jorra 觉拉乡
- Gemeinde Kardag 卡达乡
- Gemeinde Lai der Monba 勒门巴族乡
- Gemeinde Gomri der Monba 贡日门巴族乡
- Gemeinde Gyiba der Monba 吉巴门巴族乡
- Gemeinde Narmang der Monba 麻玛门巴族乡

## Ethnische Gliederung der Bevölkerung Conas (2000)
Beim Zensus im Jahr 2000 wurden in Cona 15.277 Einwohner gezählt.
| Name des Volkes | Einwohner | Anteil  |
| --------------- | --------- | ------- |
| Tibeter         | 14.331    | 93,81 % |
| Monba           | 612       | 4,01 %  |
| Han             | 313       | 2,05 %  |
| Hui             | 10        | 0,07 %  |
| Sonstige        | 11        | 0,07 %  |